# 砥石車

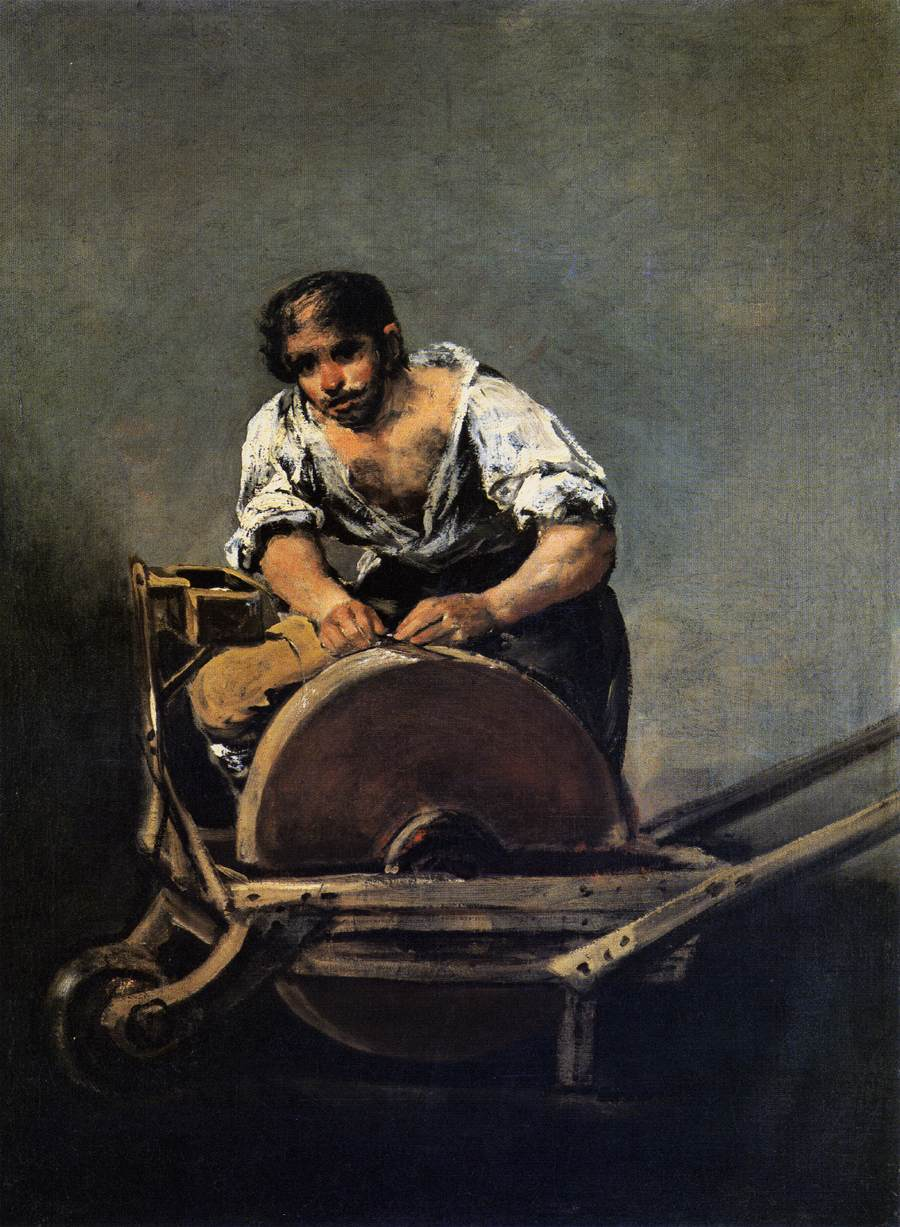
フランシスコ・デ・ゴヤの携帯砥石車を使う男

砥石車（）とは、研削加工に用いられる砥石の一種。回転砥ともいう。

## 概要
円盤形をしていて、研削盤の回転軸に取り付けて回転させ、工作物を研削する。

## 種類
現在使われている砥石車では、結合剤にビトリファイドボンド法によるものと、レジノイドボンド法によるものが大部分を占めている。
ビトリファイドボンド砥石車耐水性、耐薬品性に優れており、保管中の劣化も少ないので、広く用いられている。
レジノイドボンド砥石車弾性、靭性に富むため、安全度が高く、粗研削や重研削に用いられている。また、弾性が高いため、超仕上げ、ロール研削にも用いられている。

## メンテナンス
砥石は刃物の一種であり、砥粒という刃物の集合体である。切削条件を誤ったり、メンテナンスを怠るなどすると砥石としての性能が低下する
切削時のトラブル
- 目潰れ：砥粒が潰れて、刃物としての性能が発揮できない状態
- 目づまり：砥粒と砥粒の間に切りくずがつまった状態
- 目こぼれ：砥粒が砥石から、すぐに外れてしまう状態

メンテナンス
目潰れ、目詰まりなどを直す作業として、ツルーイング（形なおし）と、目なおし（ドレッシング）という方法が使われる。

## 歴史
最も古い記録は、約830年頃のカロリング朝時代のユトレヒトの詩篇写本にクランクハンドルによって操作されている表現がみられる。1340年頃に書かれたラトレル詩篇には、車軸の両端に1つずつクランクを付けて砥石を回転させている説明がみられる。中世初期の1480年頃、砥石車にはペダルとクランク機構の改善が加えられた。